# Balatonkenese
Balatonkenese (hongrois : Balatonkenese [ˈbɒlɒtonkɛnɛʃɛ]) est une localité hongroise située dans le comitat de Veszprém, au bord du lac Balaton.

## Nom et attributs

### Toponymie
La première mention écrite de la localité figure en 990 dans une charte de donation du grand-prince Géza, rédigée en grec, qui attribue plusieurs villages, dont Knésa, aux religieuses du monastère de Veszprémvölgy. Le nom, d'origine pannonienne slave, signifie « appartenant au kenéz » (chef ou prince local). Au fil des siècles, il évolue en Kenes, comme l'indique la Tabula Hungariae de 1528, puis en Balatonkenese. La forme actuelle est attestée depuis environ sept siècles.

## Site et localisation

### Topographie et hydrographie
Situé sur l'escarpement de Kenese (kenesei magaspart), Balatonkenese occupe une position géographique singulière parmi les localités riveraines du Balaton : avec Balatonakarattya, elle est la seule à ne pas appartenir clairement ni à la rive nord, ni à la rive sud du lac. Depuis les hauteurs et une grande partie du rivage, le panorama s'étend sur tout le bassin oriental du Balaton jusqu'à la presqu'île de Tihany, offrant par temps clair un paysage spectaculaire en toute saison.
Situé dans la partie sud-est de la commune, l'escarpement culmine à 40–50 mètres au-dessus d'une étroite bande côtière. Avant l'aménagement des digues de protection au XIXe siècle, cette zone basse servait de dépôt naturel pour les sédiments d'âge pannonien, issus de l'érosion lente mais continue des falaises. Le passage entre les deux niveaux de terrain n'est possible qu'en certains points, comme au lieu-dit Macskatorok, une vallée suspendue descendant vers la voie ferrée. Plus au nord-ouest, ce relief en gradins s'estompe sur une large portion du rivage.
Le lac lui-même atteint ici une profondeur notable près du rivage, contrairement aux zones peu profondes typiques de la rive sud. Cette configuration géographique contribue à l'importance touristique de Balatonkenese, en particulier pour la navigation de plaisance et la pêche.

### Géologie et géomorphologie
Le principal site naturel protégé de Balatonkenese est le Soós-hegy, une colline offrant un panorama remarquable sur le lac Balaton. Elle abrite un belvédère (Soós Kilátó), les cavités troglodytiques appelées tatárlikak, et un milieu unique où pousse le tátorján (Crambe tataria), plante rare et strictement protégée, en fleurs entre mai et juin.
La commune possède une façade lacustre d'environ 10 km, bordée de falaises et de zones déchiquetées issues de l'érosion du plateau loessique. L'ensemble compose un paysage caractéristique et accidenté, formé de petites vallées et crêtes, où s'est développé le village ancien.

## Histoire

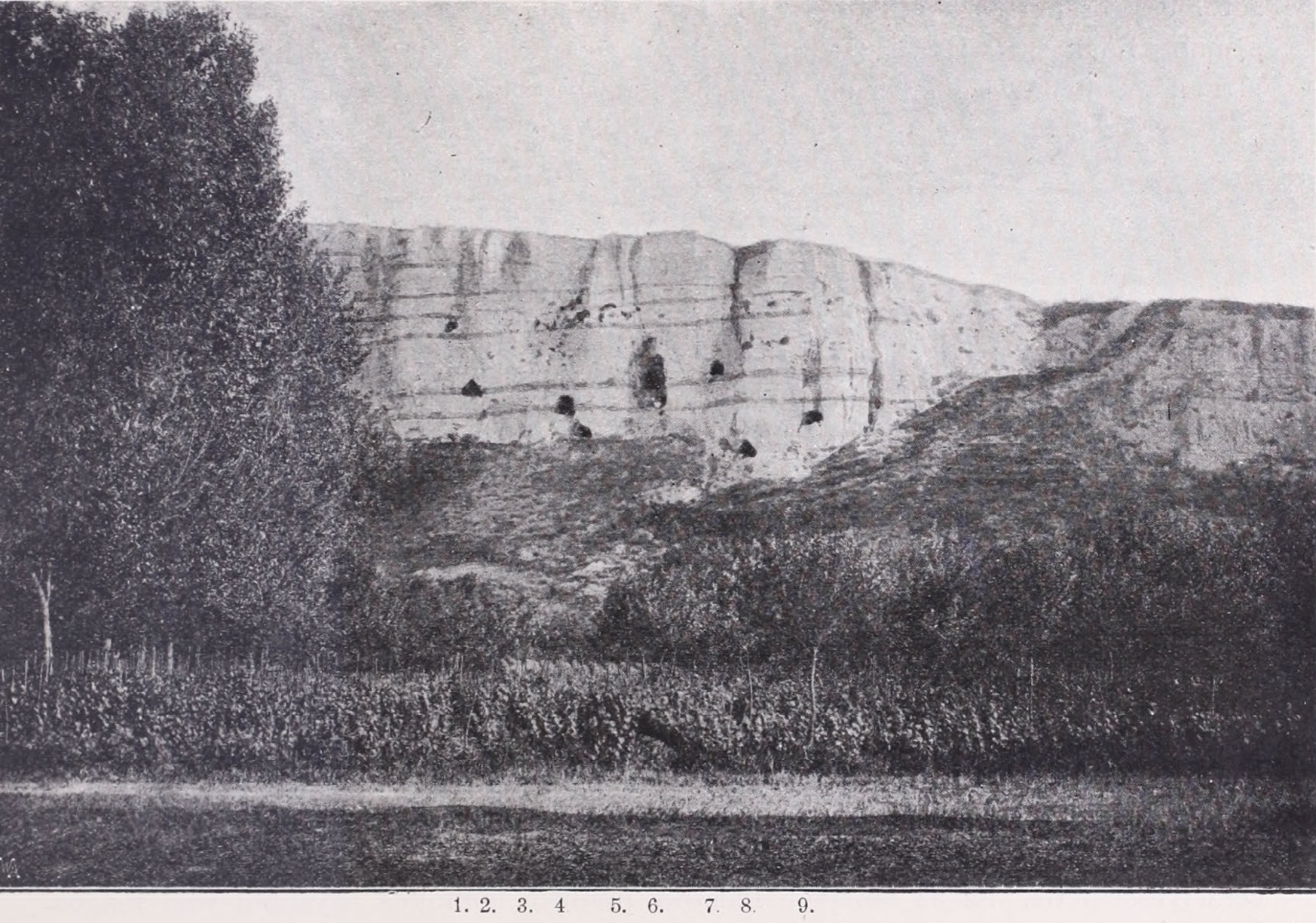
Des tatárlikak dans l'escarpement de Balatonkenese.

Balatonkenese est l'un des plus anciens lieux habités de la région du Balaton. Le site, protégé du vent par les hauteurs environnantes et favorable à l'implantation humaine, était déjà occupé à l'époque romaine. Lors de la conquête hongroise, la zone était assurément peuplée.
La structure du relief, faite de collines et de vallons, combinée à la protection naturelle contre les vents du nord, a offert des conditions idéales à l'installation humaine. On suppose que des villas romaines y ont existé, et l'on sait avec certitude que la localité était habitée à l'époque de la conquête hongroise.
Le village ancien ne s'est pas formé directement au bord du lac, mais à une distance de 300 à 500 mètres, sur l'escarpement dominant la rive. L'érosion progressive a découpé ce plateau en vallées et collines, dont la convergence a favorisé l'implantation du noyau initial de l'habitat.
Balatonkenese conserve la mémoire de plusieurs épisodes marquants de l'histoire de la Hongrie : la tenue d'une Diète en 1532, les incursions tatares et ottomanes dont témoignent les tatárlikak — des cavités creusées dans la falaise, encore visibles aujourd'hui. En 1846, le Kisfaludy, premier bateau à vapeur du Balaton, y fit escale pour la première fois avec István Széchenyi à son bord.
L'église réformée, située à l'emplacement d'un sanctuaire mentionné dès 1231, possédait autrefois un clocher de style gothique. Détruite lors des invasions turques, elle fut reconstruite dans un style baroque. Une plaque à proximité rappelle le souvenir de Márton Mosonyi, prédicateur expulsé en 1700, réinstallé par les troupes kuruc. L'église catholique, bâtie en 1819 dans un style baroque tardif, est décorée d'un tableau représentant saint Étienne offrant la couronne à la Vierge Marie — don d'István Pribék —, tandis que ses fresques de plafond sont l'œuvre du peintre Endre Graits (1907). La cloche principale de son clocher est ornée des figures de saint Étienne et du pape Urbain.
Parmi les familles protestantes influentes, la famille Parragh joua un rôle notable. Leur domaine se trouvait sur la colline derrière l'église réformée. Farkas Parragh, dernier héritier masculin, fit don à la ville du jardin familial, devenu le Parragh-kert.

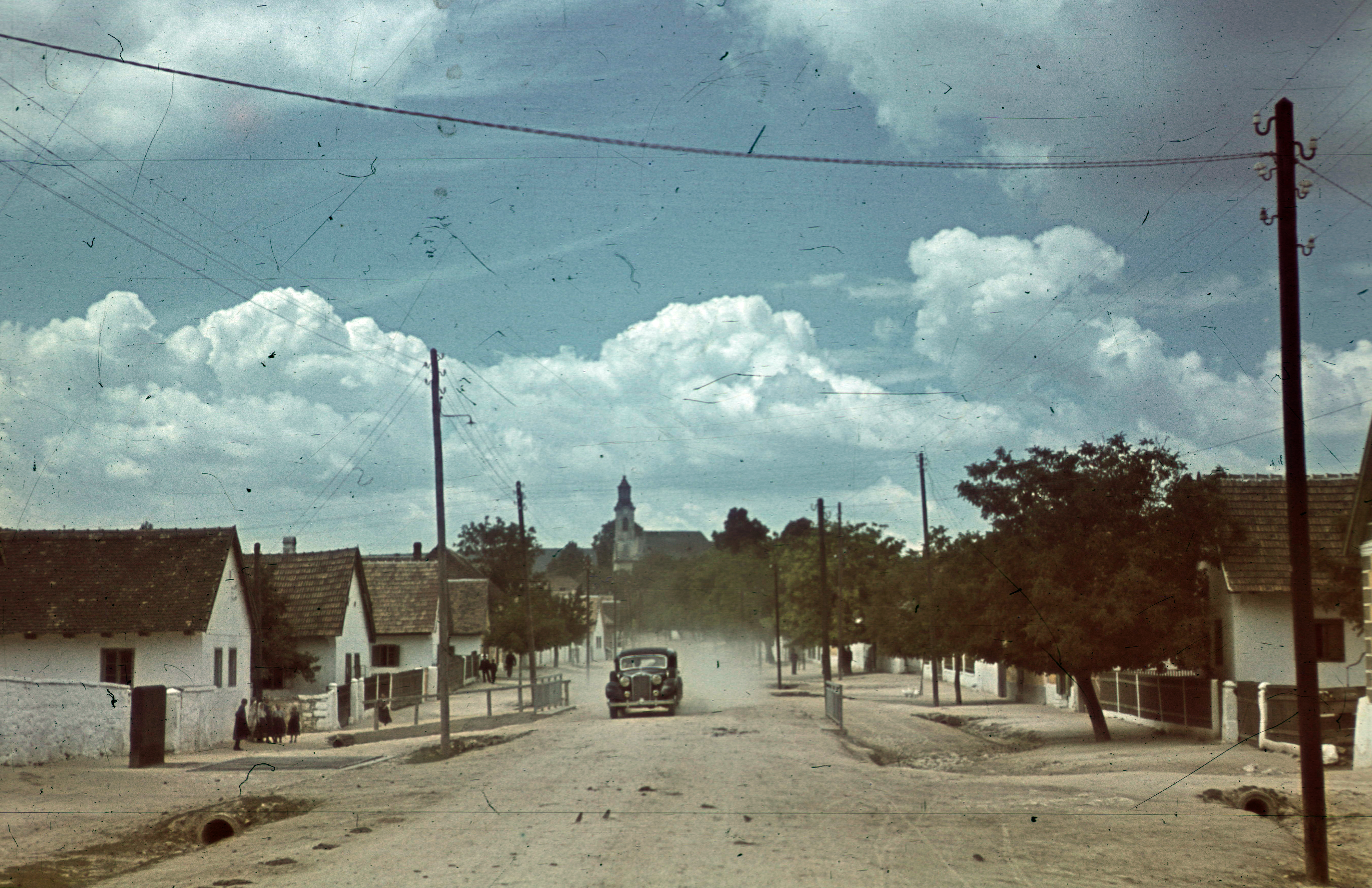
Fő utca, en 1940.

La vocation touristique du lieu s'affirma dès le début du XXe siècle. En 1910, Kenese est déjà décrite comme une station balnéaire modeste mais très prisée. L'urbanisation s'est faite sur un relief vallonné, parfois capricieux, mais la commune conserve malgré cela une structure compacte et cohérente. Elle s'est développée à partir d'un village-rue, formé à l'origine des actuelles rues Fő utca et Széchenyi utca.

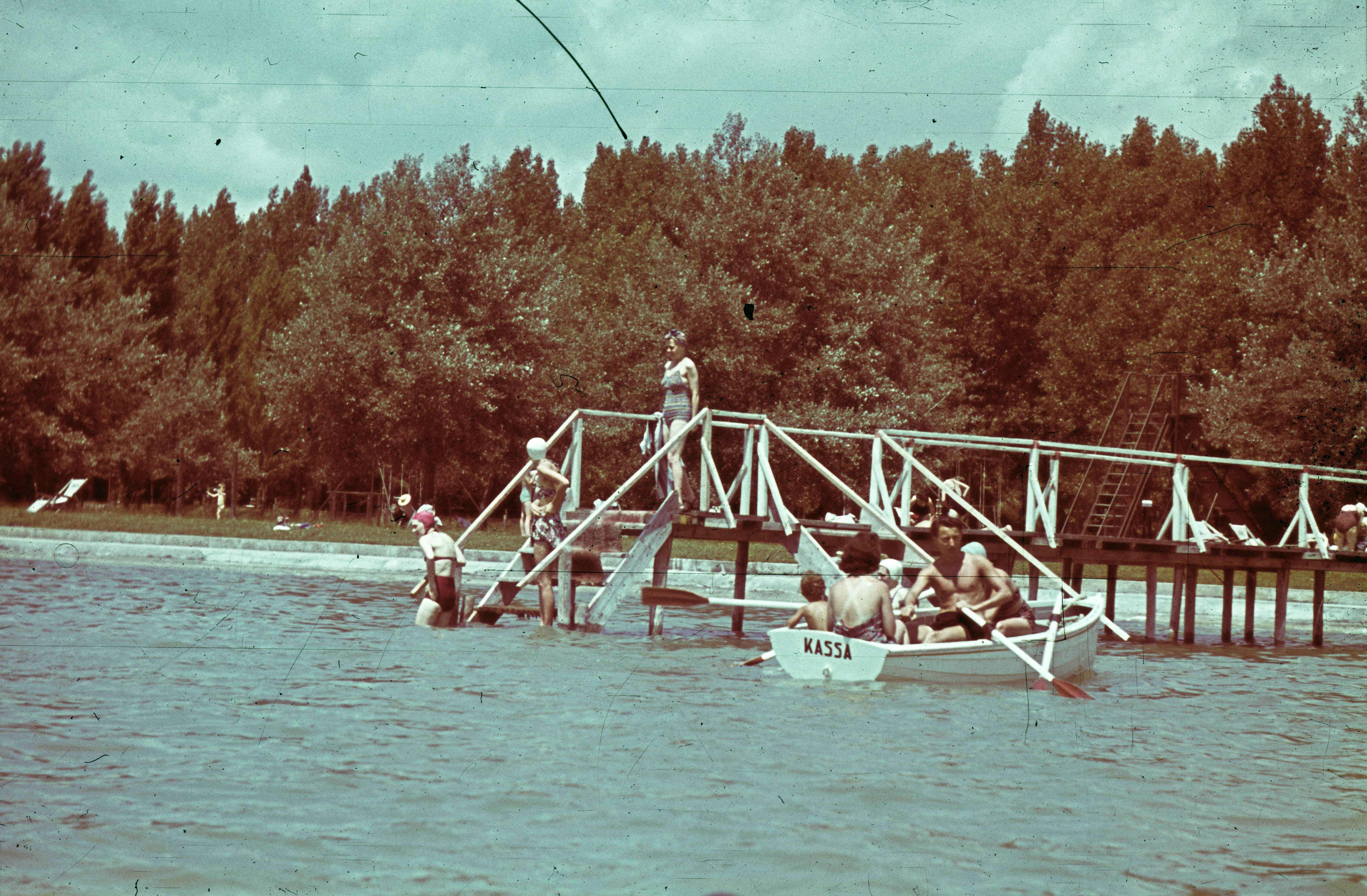
La plage des fonctionnaires de Budapest, en 1940.

Après 1945, Kenese a continué de jouer un rôle moteur dans la vie culturelle de la région, dépassant largement son propre périmètre d'attraction. Ce rayonnement tient beaucoup à l'engagement de ses enseignants et figures locales. La construction de l'autoroute M7, dans les années 1960, a encore renforcé l'accessibilité de la ville. Le syndicat SZOT et la poste hongroise y ont implanté des centres de villégiature. Dès les années 1970, comme dans l'ensemble du Balaton, le tourisme privé s'y développe rapidement.
Balatonkenese a accédé au statut de ville le 1er juillet 2009. En 2012, à la suite d'un référendum local, l'ancien quartier sud de Balatonakarattya, historiquement une localité distincte, a retrouvé son autonomie communale à compter des élections locales de 2014.

## Population

### Minorités culturelles et religieuses
Selon le recensement de 2011, la population de Balatonkenese se composait à 87,6 % de Hongrois, 1,5 % d'Allemands, 0,2 % de Roms et 0,2 % de Roumains. 12,4 % des habitants n'ont pas déclaré d'appartenance ethnique. La répartition religieuse indiquait 30,5 % de catholiques romains, 22,9 % de réformés, 2 % de luthériens, 0,5 % de gréco-catholiques, 15,9 % de personnes sans confession et 27,6 % n'ayant pas répondu.
Lors du recensement de 2022, 87,5 % des habitants se sont identifiés comme Hongrois, 1,5 % comme Allemands, 0,2 % comme Croates et 0,2 % comme Polonais. Des minorités plus réduites (0,1 % chacune) se sont déclarées Roms, Roumains, Grecs ou Ruthènes. Environ 2,9 % ont indiqué une autre nationalité non hongroise, et 11,8 % n'ont pas souhaité répondre. (Les réponses multiples pouvant être comptabilisées, les pourcentages peuvent dépasser 100 %).
Concernant les affiliations religieuses en 2022, 24,3 % des habitants se déclaraient catholiques romains, 16 % réformés, 1,5 % luthériens, 1,1 % gréco-catholiques, 1,1 % autres chrétiens et 1,7 % autres catholiques. 12,6 % se déclaraient sans religion et 41,3 % n'ont pas répondu à la question.

## Équipements

### Vie culturelle

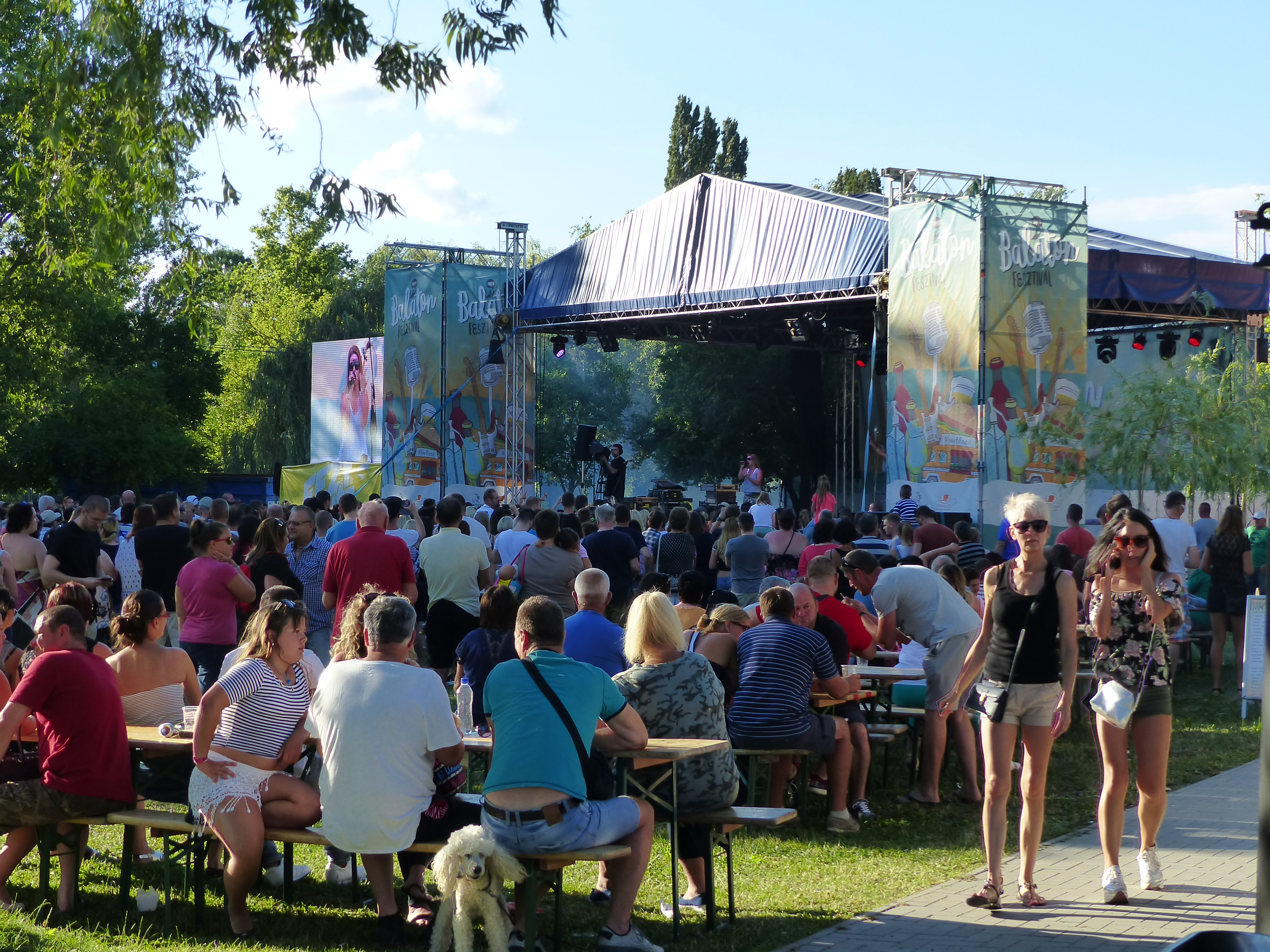
Édition 2017 du Balaton Fesztivál.

Balatonkenese accueille aussi de nombreux festivals :
- le Festival du Lecsó, première manifestation nationale dédiée à ce plat hongrois emblématique, organisée chaque année depuis 2005 ;
- le Balaton Fesztivál, événement musical et gastronomique lancé en 2017, combinant hip-hop, rock et musiques électroniques avec des spécialités régionales ;
- les Keszegrágó Napok, organisées depuis 2019 avec concours de cuisine à base de poisson et concerts estivaux.

### Réseaux extra-urbains

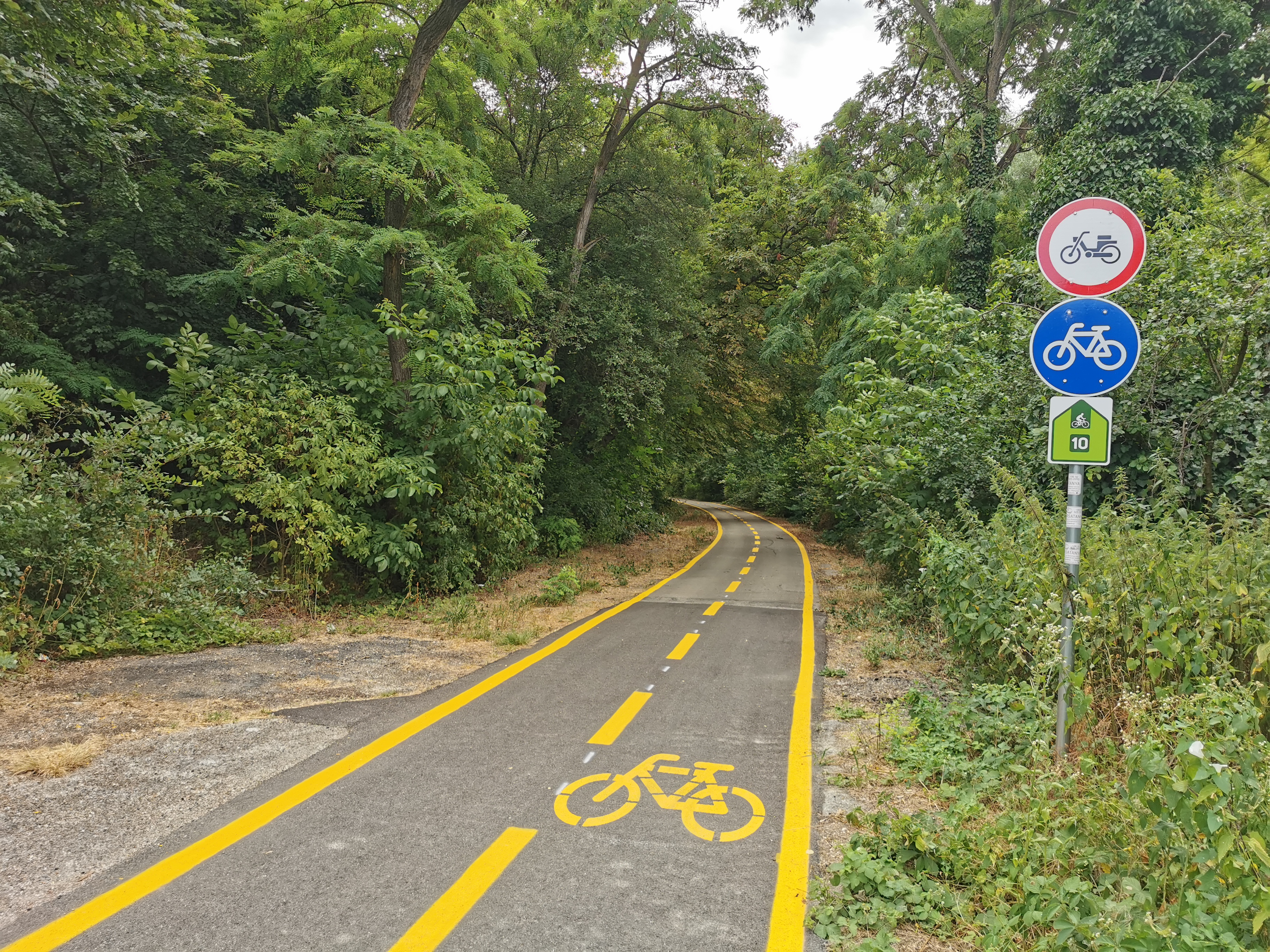
Aménagement cyclable à Balatonkenese.

Balatonkenese est accessible par la route nationale 71, depuis Keszthely-Fenékpuszta ou Lepsény. La récente mise en service de la voie de contournement 710 permet de dévier le trafic au nord du centre-ville. Depuis Budapest, l'itinéraire recommandé passe par l'autoroute M7 jusqu'à la sortie de Balatonvilágos, puis se poursuit sur la 71. La ville est également reliée par la 71 depuis Balatonfűzfő, ou par la route 72 depuis Veszprém, via Balatonfűzfő. Depuis Papkeszi, on accède à la localité par la route 7213, qui traverse la zone industrielle de Balatonfűzfő et rejoint Balatonkenese par l'avenue principale (Fő utca), jusqu'à son débouché sur la route 71.
À l'est, Balatonkenese est reliée à Balatonfőkajár, Füle et Polgárdi par la route 7205, qui rejoint la 71 au niveau de Balatonakarattya, désormais commune séparée. Une autre section numérotée, la route 72306, relie le centre de la ville (Fő utca) à la gare via les ruesM ihály Táncsics et József Bakó.
Le rivage n'est pas accessible à la circulation automobile publique depuis la rive sud : pour rejoindre Balatonvilágos (quartier d'Aliga), il faut emprunter des itinéraires de contournement via la haute falaise ou par Balatonakarattya.
La commune est traversée par une piste cyclable aménagée. De nombreuses rues à circulation apaisée offrent également de bonnes conditions pour les cyclistes.

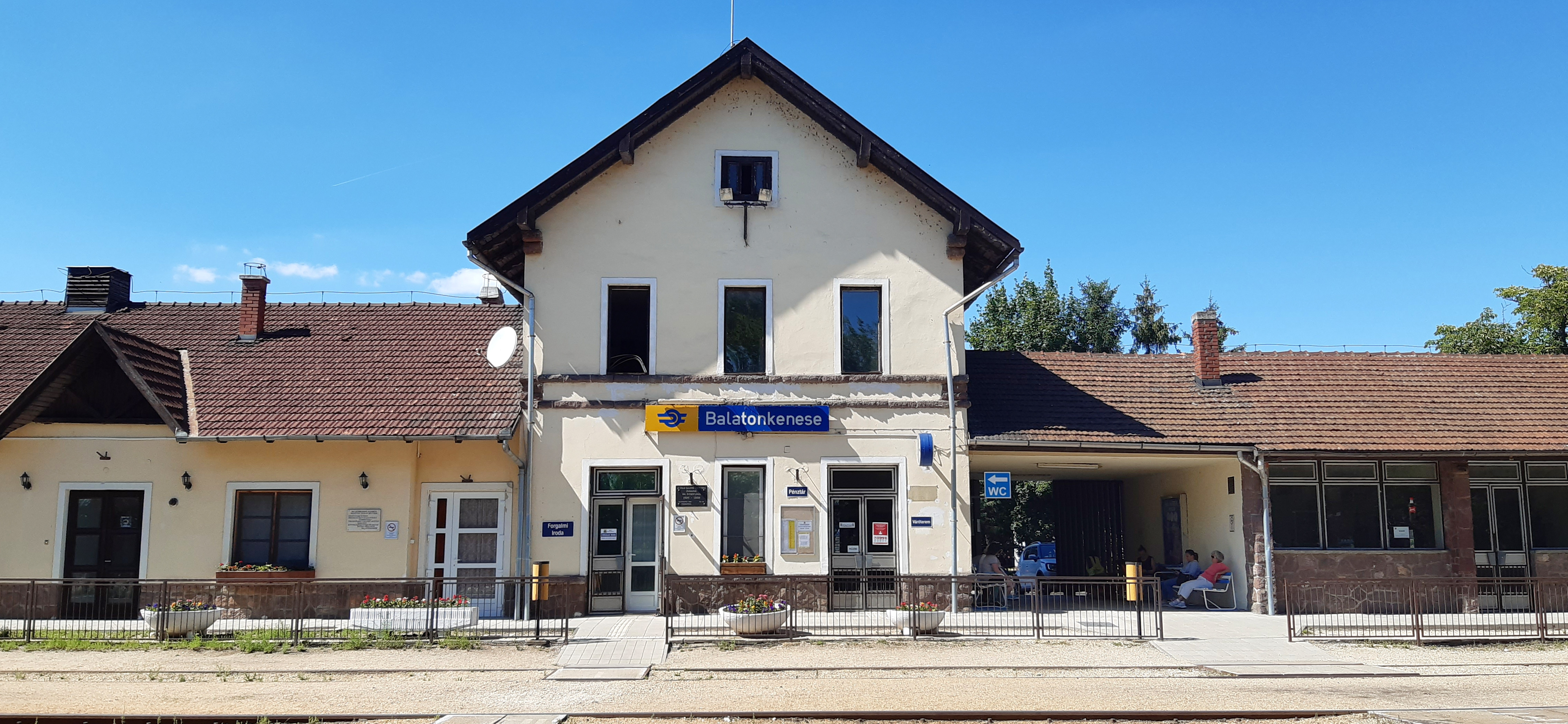
Gare de Balatonkenese.

Balatonkenese possède une gare sur la ligne de chemin de fer Börgönd–Szabadbattyán–Tapolca. Avant la séparation administrative de Balatonakarattya, la ville comptait trois arrêts ferroviaires sur son territoire ; aujourd'hui, seules la gare de Balatonkenese et celle de Csittényhegy sont maintenues dans la commune, les autres relevant de Balatonakarattya. En été, des trains climatisés modernes assurent des liaisons fréquentes, mais le reste de l'année, les horaires sont réduits et le service de qualité inférieure.
Enfin, des liaisons fluviales régulières par bateau permettent de rejoindre notamment Siófok et Balatonalmádi.

## Économie

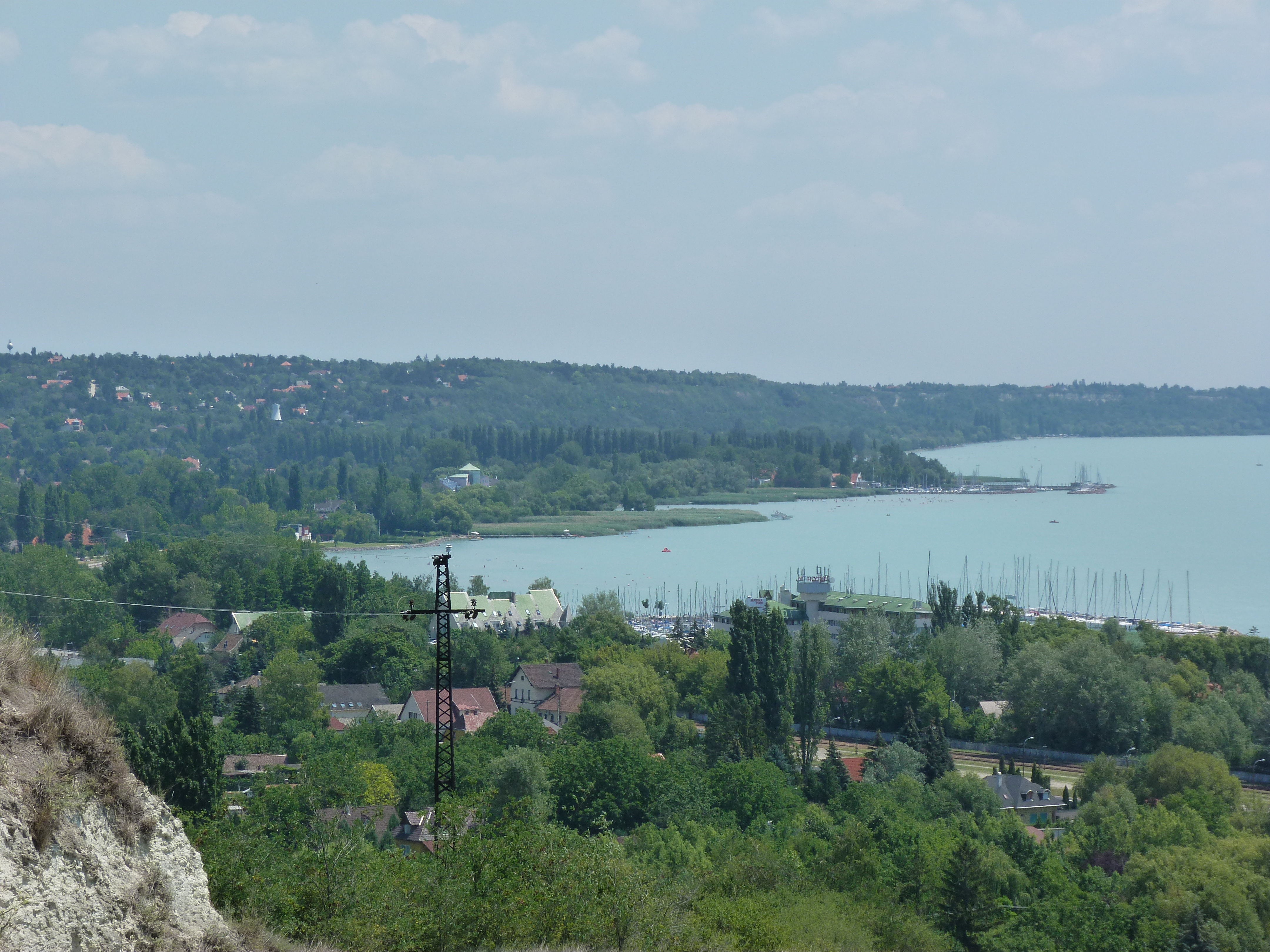
Le lac Balaton depuis l'escarpement de Kenese.

Le développement de Balatonkenese est étroitement lié à l'essor du tourisme balnéaire dans la région du Balaton. La réhabilitation des plages, la privatisation des anciens centres de vacances d'État (dont certains sont devenus des hôtels), et l'aménagement de plusieurs ports de plaisance ont renforcé son attractivité. La ville dispose également d'un office de tourisme Tourinform, géré par l'association Balaton Keleti Kapuja depuis 2007.

## Patrimoine local

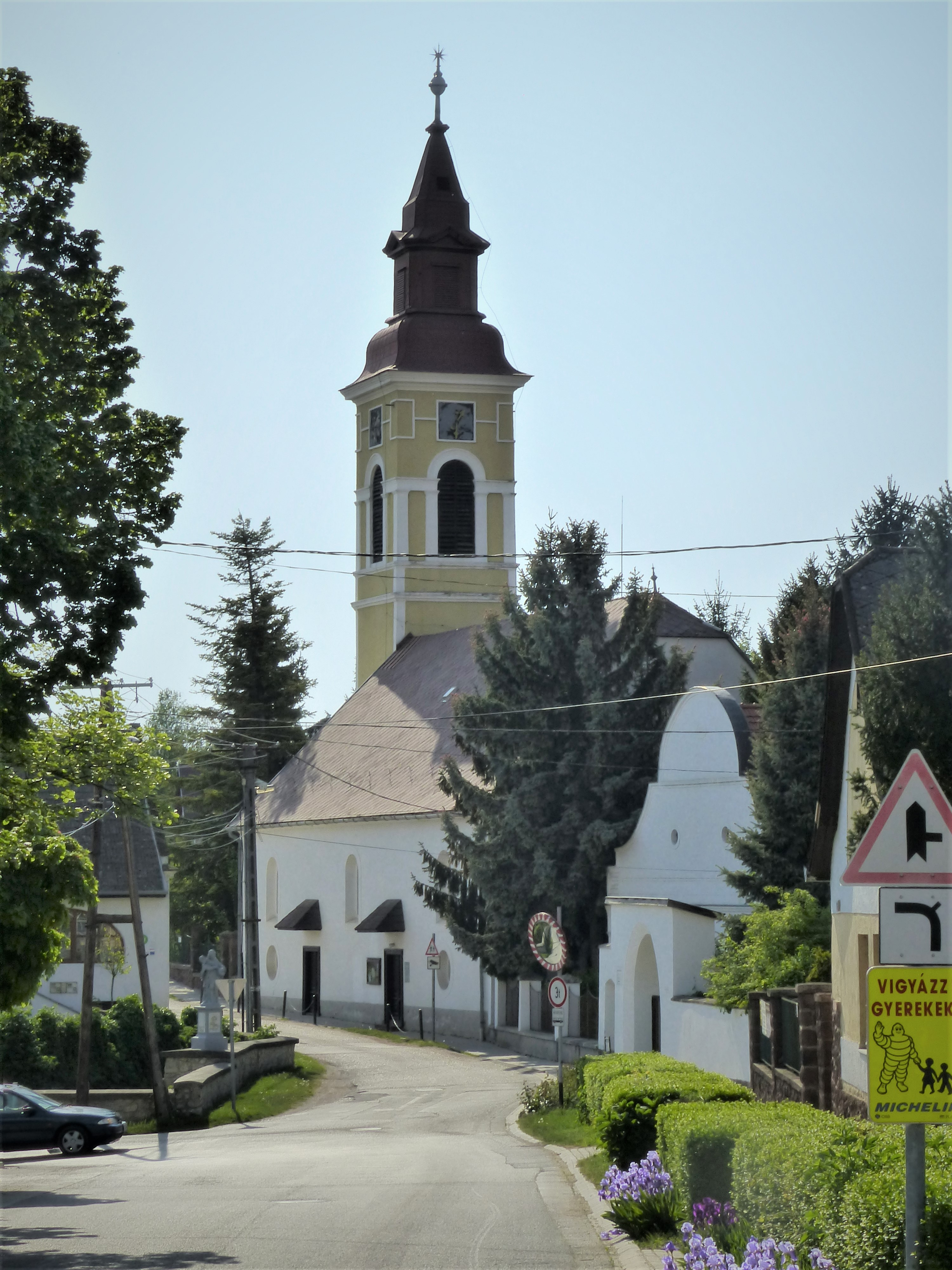
Le temple réformé.

Le patrimoine bâti et immatériel de Balatonkenese reflète une histoire marquée par les traditions locales, la navigation et la culture populaire. L'un des monuments les plus emblématiques est le musée villageois (tájház), qui conserve une collection d'objets ethnographiques, d'outils agricoles, d'archives du comité local Kossuth, ainsi que des souvenirs liés au poète local Soós Lajos. Le musée a été élu Maison du terroir de l'année en 2011.
Parmi les lieux de mémoire figurent également le monument de Lajos Soós, érigé en 1927 au point culminant de la falaise en l'honneur du poète natif de la commune, et la statue de Kossuth, l'une des toutes premières du pays.
Le Parragh-kert, vaste parc arboré de 3,5 hectares, légué par la famille réformée Parragh, constitue un patrimoine végétal et social important. La mémoire de la navigation est également présente : le 18 octobre 1846, c'est au niveau de l'actuel parc Széchenyi que le premier bateau à vapeur du Balaton, le Kisfaludy, accosta depuis Balatonfüred. Le ponton en bois, conçu par Adam Clark, fut inauguré par István Széchenyi lors de cette traversée.
Le bâtiment religieux le plus ancien est l'église réformée, édifiée à l'emplacement d'un sanctuaire mentionné dès 1231. Son clocher était à l'origine de style gothique, mais l'église fut en grande partie reconstruite en style baroque après les ravages de l'époque ottomane. Elle conserve une plaque commémorative à la mémoire de Márton Mosonyi, prédicateur réformé expulsé en 1700 et rétabli par les troupes kuruc. L'église est située au sommet du bourg ancien, dans un environnement arboré qui surplombe le Balaton.
À quelques centaines de mètres se trouve l'église catholique, construite en 1819 dans un style baroque tardif. Son clocher abrite une cloche ornée d'images de saint Étienne et du pape Urbain. Le tableau principal du maître-autel, représentant saint Étienne offrant la couronne à la Vierge Marie, est un don d'István Pribék. Les fresques du plafond ont été peintes en 1907 par le peintre Endre Graits.

## Vie sportive

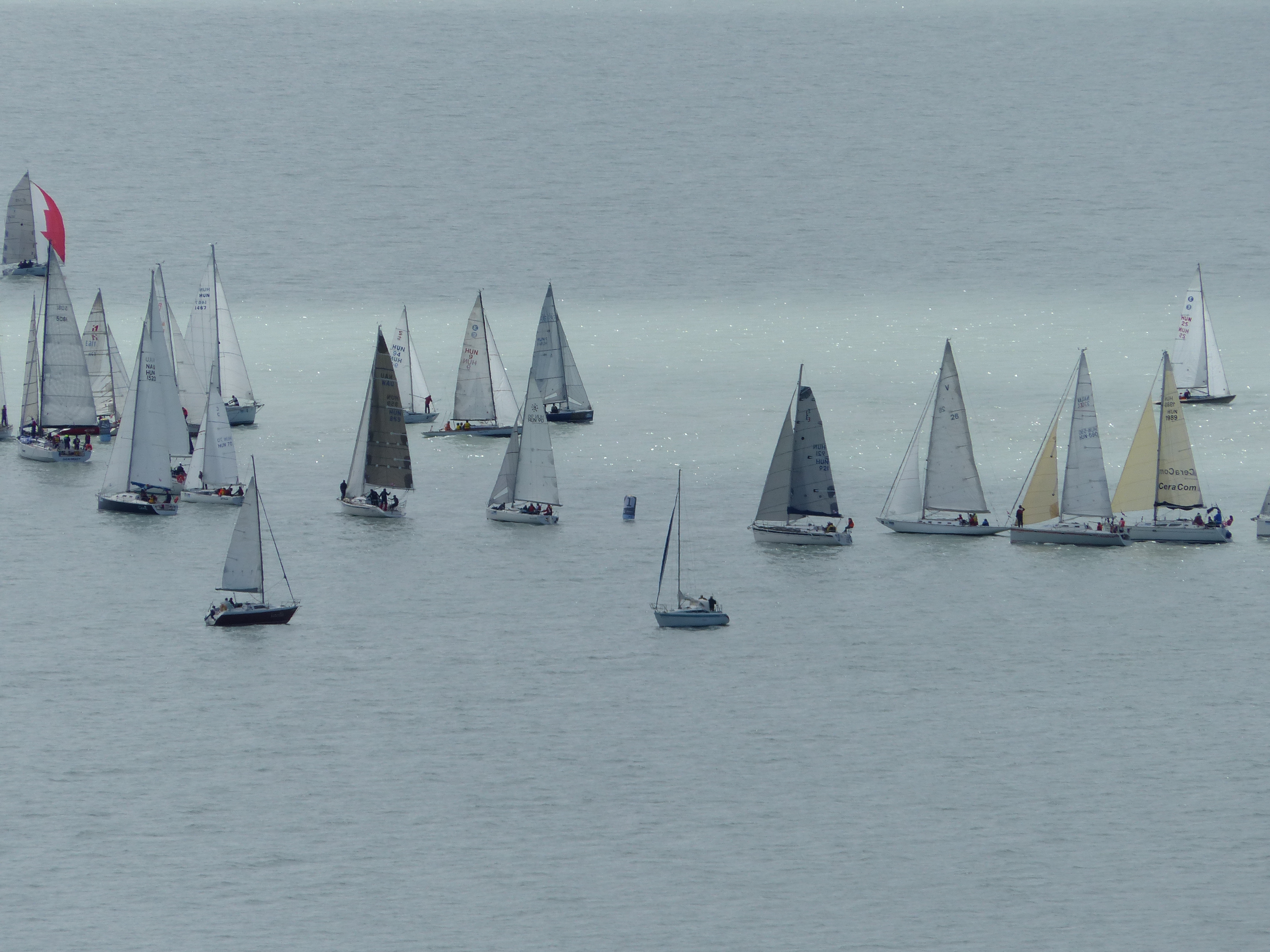
Départ du Kékszalag.

Parmi les événements sportifs majeurs figure le départ de la course à la voile Kékszalag, la plus ancienne régate de ce type en Europe (depuis 1934), dont la première bouée est placée au large de Balatonkenese. Le site du Partfő et le belvédère de Soós offrent une vue exceptionnelle sur les bateaux contournant cette marque.
Le Balatonman Kenese, version locale du triathlon longue distance (Ironman) est organisé depuis 2014 sur la plage de Vak Bottyán, avec des épreuves de natation, cyclisme et course à pied.